# Germaine Guex
Germaine Guex (Arcachon, 17 april 1904 – Lausanne, 20 november 1984) was een Zwitsers psychologe.

## Biografie
Germaine Guex was een dochter van Georges Guex en Hélène Millet. Ze behaalde een diploma aan het Jean-Jacques Rousseau-instituut in Genève. Van 1923 tot 1930 werkte ze er als assistente. Ze volgde tevens een opleiding als psychologe bij Raymond de Saussure. Van 1930 tot 1933 baatte ze de zeer innovatieve medisch-educatieve dienst van Malévoz in Monthey op, die door Paul Repond was opgericht en voorzag in ambulante psychologische zorg voor kinderen van alle sociale achtergronden. In 1933 opende ze een praktijk in Lausanne en vanaf 1953 doceerde ze aan het Centre romand de psychanalyse in Genève. Ze werd internationaal bekend met haar werk La névrose d'abandon uit 1950, in 1973 heruitgegeven onder de titel Le syndrome d'abandon.

## Werken
- (fr)  La névrose d'abandon, 1950.